# 代勒河
代勒河（荷蘭語：Dijle，荷蘭語發音：[ˈdɛi̯lə]），法语名迪勒河（法語：Dyle，法語發音：[dil]），是比利时中部的河流，是吕珀尔河的左支流，长86千米。该河发源自乌坦勒瓦勒村，流经瓦隆布拉班特、弗拉芒布拉班特和安特卫普三省，在吕姆斯特与内特河汇流为吕珀尔河。